# Baden-Baden
Baden-Baden (1931-ig csak Baden) híres fürdőváros Németországban, Baden-Württemberg tartományban, Németország délnyugati részén, a Rastatti régióban. 2021 óta az Európa nagy fürdővárosai világörökségi helyszín része.

## Fekvése
Rastatt-tól délre, az Oos folyó völgyében fekvő település, híres fürdőhely.

## Története
A város területén található fürdőket már a rómaiak is ismerték Civitas Aurelia Aquensis néven, Severus Alexander római császárról elnevezve. Az itteni fürdőt Caracalla is felkereste egyszer, ízületi fájdalmainak gyógyítása céljából. A város területén ma is láthatók még az ókori szobortöredékek. 1847-ben egy római gőzfürdő jó állapotban fennmaradt maradványait is feltárták itt.
A város régi része amfiteátrum-szerűen egy dombon épült, újabb részei pedig a domb lábánál épültek fel.
Baden a középkorban ugyan elpusztult, de 1112-ben már újra említve volt. Később, a 12. században pedig a zähringeni őrgrófok birtokába jutott.
Itt akkor a város közelében fekvő, de később a város részévé vált Rastattban tartották 1713 novemberében (első rastatti kongresszus) annak a békének az előtárgyalásait, amelyet a császár és Franciaország a spanyol örökösödési háború után (rastatti béke, 1714. március 6.) kötöttek; ebben az utrechti békét elismerték, Franciaország Landaut, Németország Freiburgot, Kehlt és Altbreisachot kapta, a kölni és bajor választó-fejedelmeket pedig birtokaikba visszahelyezték. 1797–99-ben, ugyancsak itt tartották a második rastatti kongresszust abból a célból, hogy a békét Franciaország és a Német-római Birodalom közt helyreállítsa.
Mint fürdőhely, jelentőségét akkor kapta, mikor a francia emigránsok nagyobb számmal kezdték felkeresni.
A 19. században, a város sok híresség találkozóhelye lett, akiket vonzottak a meleg források, valamint a híres baden-badeni kaszinó, a luxus szállodák, a lóverseny. Nyaralt itt Viktória királynő, I. Vilmos, Napóleon, Berlioz, Vjazemszkij, Zsukovszkij, Turgenyev és Dosztojevszkij is. Egy állítás szerint Baden-Badenben írta Tolsztoj az Anna Kareninát is (bár a műben a város más nevet kapott), valamint itt íródott Turgenyev egyik regénye is.
Baden-Baden; akkori becenevén „Európa nyári fővárosa” csúcspontját azonban Napóleon alatt, az 1850-es és 1860-as években érte el. Az orosz író, Dosztojevszkij is itt írta A játékos című regényét, miközben rendszeresen járt az itteni kaszinóba. Itt élt Johannes Brahms is, akinek" lakóhelye, a Brahms-ház, még ma is látogatható.
A két világháború idején a város megmenekült pusztítástól, majd a második világháború után, Baden-Baden lett a szövetséges hatalmak francia erőinek központja Németországban.
A francia légierő felügyelete alatt Baden-Badentől nyugatra, 15 km-rel, a Fekete-erdő és a Rajna folyó között Söllingenben felépült a katonai repülőtér; 1952-1953 júniusában fejeződött be a kifutópálya és a kapcsolódó létesítmények építése, a Kanadai Királyi Légierő egységei is itt szállhattak meg a bázison, későbbi nevén CFB Baden-Soellingen. Az 1990-es években, itt alakították ki a Flughafen Karlsruhe/Baden-Baden (Baden-Airpark részeként) polgári repülőteret is, amely jelenleg a második legnagyobb repülőtér Baden-Württembergben.

## Nevezetességek
- Kurhaus – The Kurgarten (fürdő kert). A Kurhaus évente ad otthont Baden-Baden szabadtéri rendezvényeinek, ahol élő komolyzenei koncerteket tartanak.
- Caracalla Spa fürdőkomplexum
- Lichtentaler Allee park és arborétum
- Fabergé Múzeum
- Orosz ortodox templom
- A kaszinó
- Friedrichsbad
- Frieder Burda-gyűjtemény – Németország egyik legátfogóbb modern művészeti gyűjteménye.
- Museum der Kunst und Technik des 19. Jahrhunderts – a múzeumban A művészet és a technika a 19. században állandó kiállítás mellett hasonló témájú időszaki kiállítások is láthatók.
- Régi vár "Hohenbaden" – 1102-ben épült.
- Új vár (Neues Schloss), 15. századi épület; a badeni őrgrófok, majd a badeni nagyhercegek egykori lakóhelye, jelenleg történelmi múzeum.
- A híres Baden-Baden Festspielhaus (Baden-badeni Ünnepi Játékok Háza), Európa második legnagyobb fesztiválterme.
- Az 1847-ben feltárt római fürdők több mint 2000 éves romjai.
- Stiftskirche, a templomban a tizennégy badeni őrgróf sírjával.
- Das Paradies, egy itáliai reneszánsz stílusú park, sok trükkös szökőkúttal.
- Fremersberg-torony
- Michaelsberg-kápolna – román stílusú épület aranyozott kupolával, amelyet Mihail Sturza herceg fiának sírja fölött emeltek.

Baden-Baden
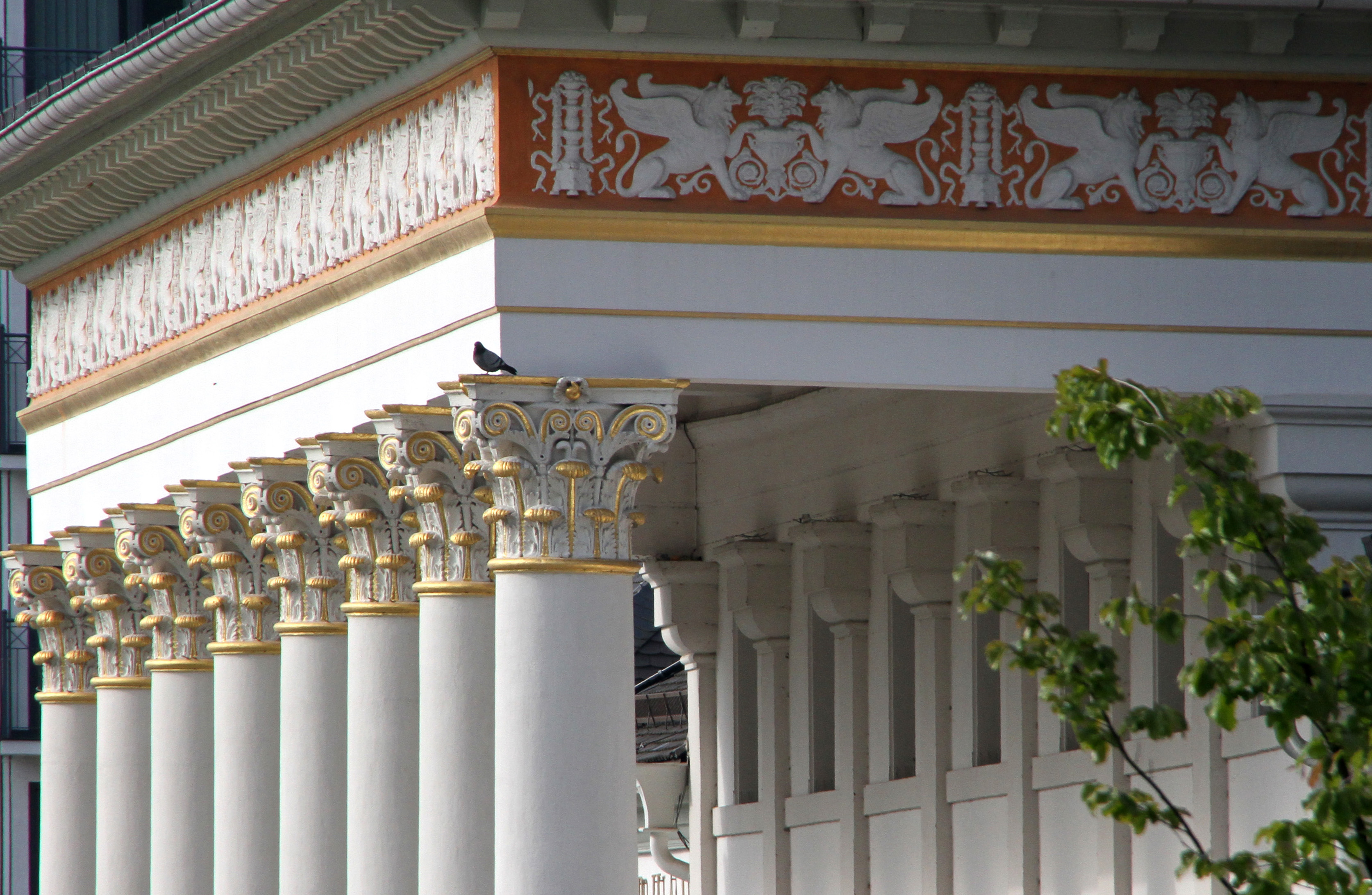
Kurhaus
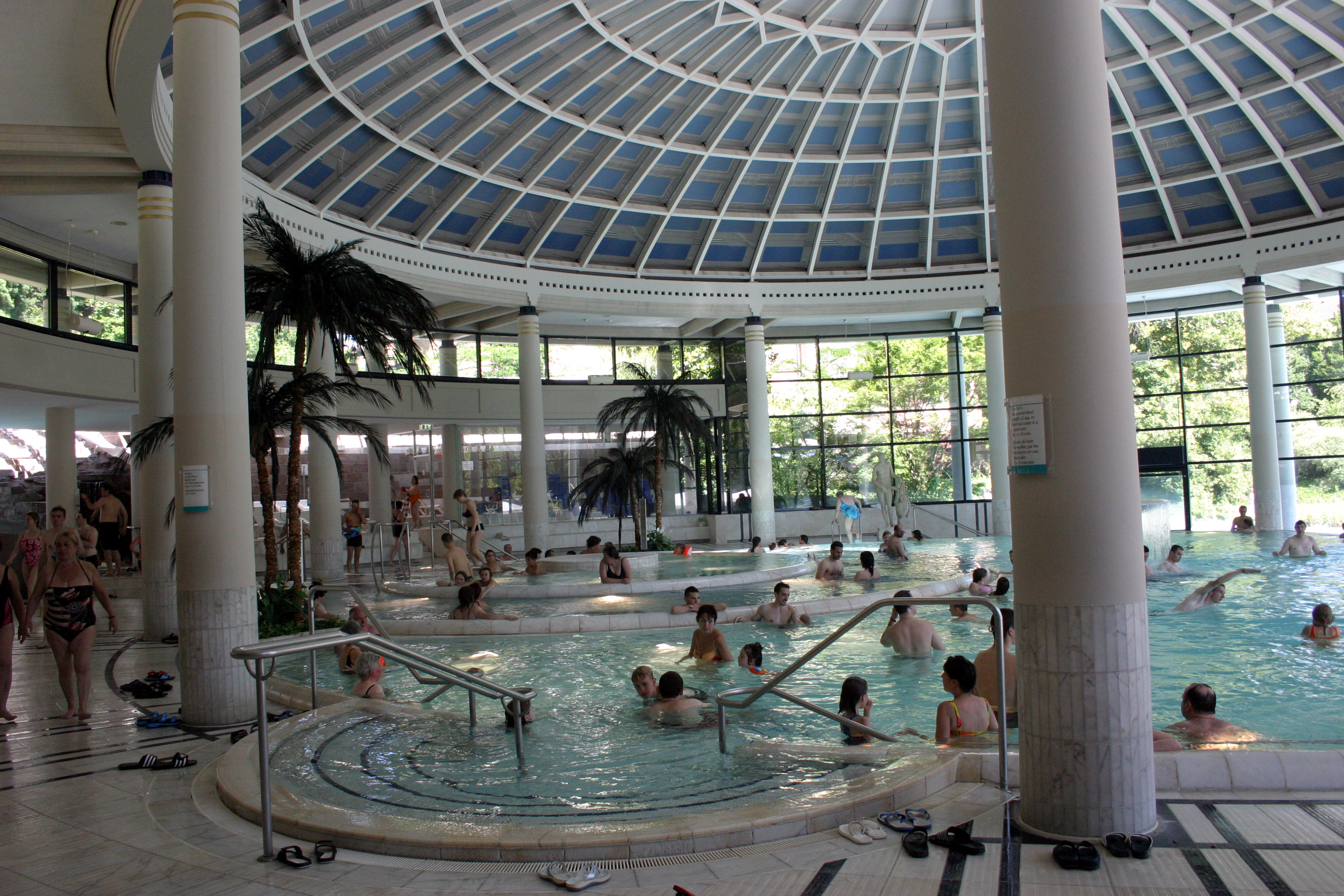
Caracalla Spa
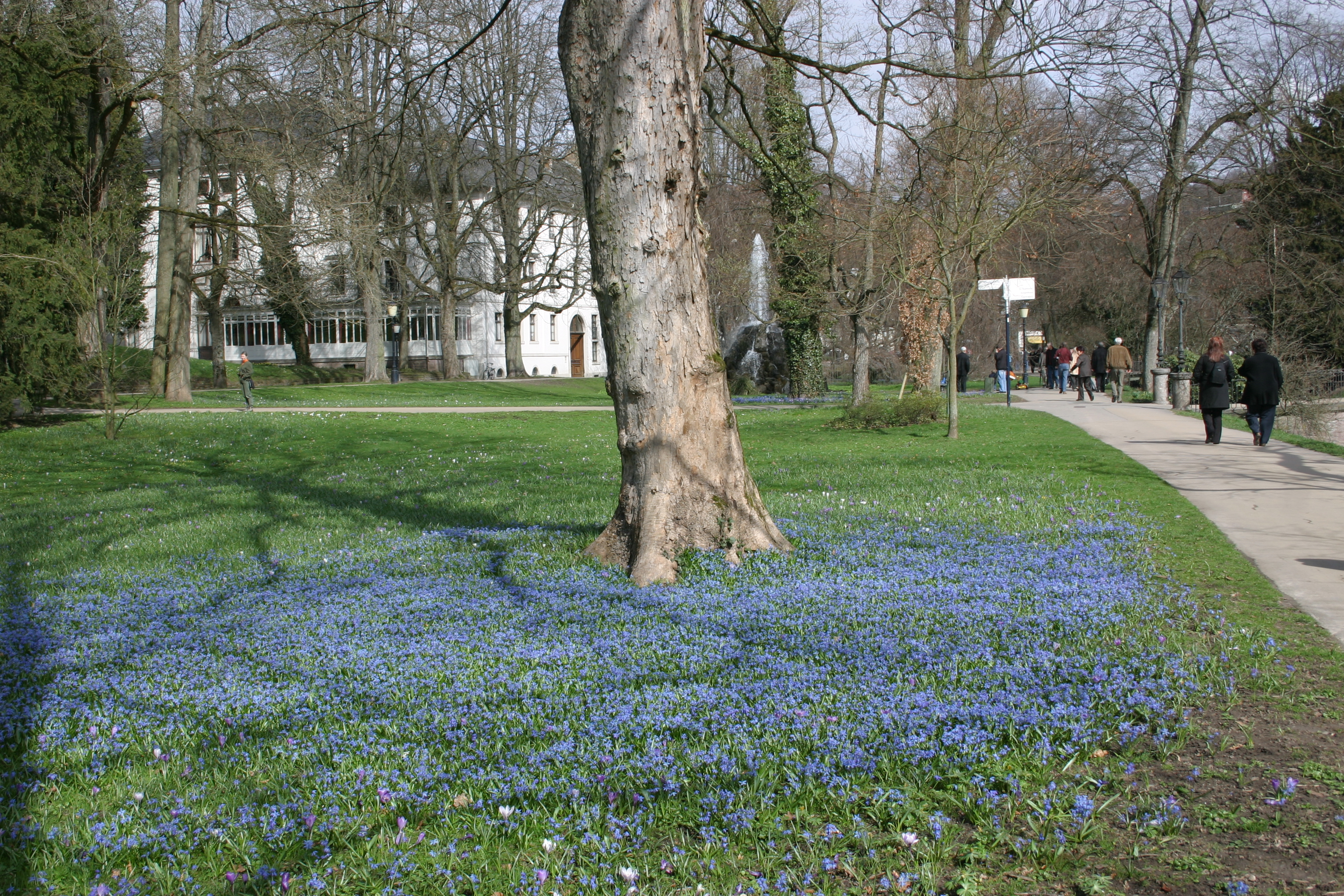
Lichtentaler Allee
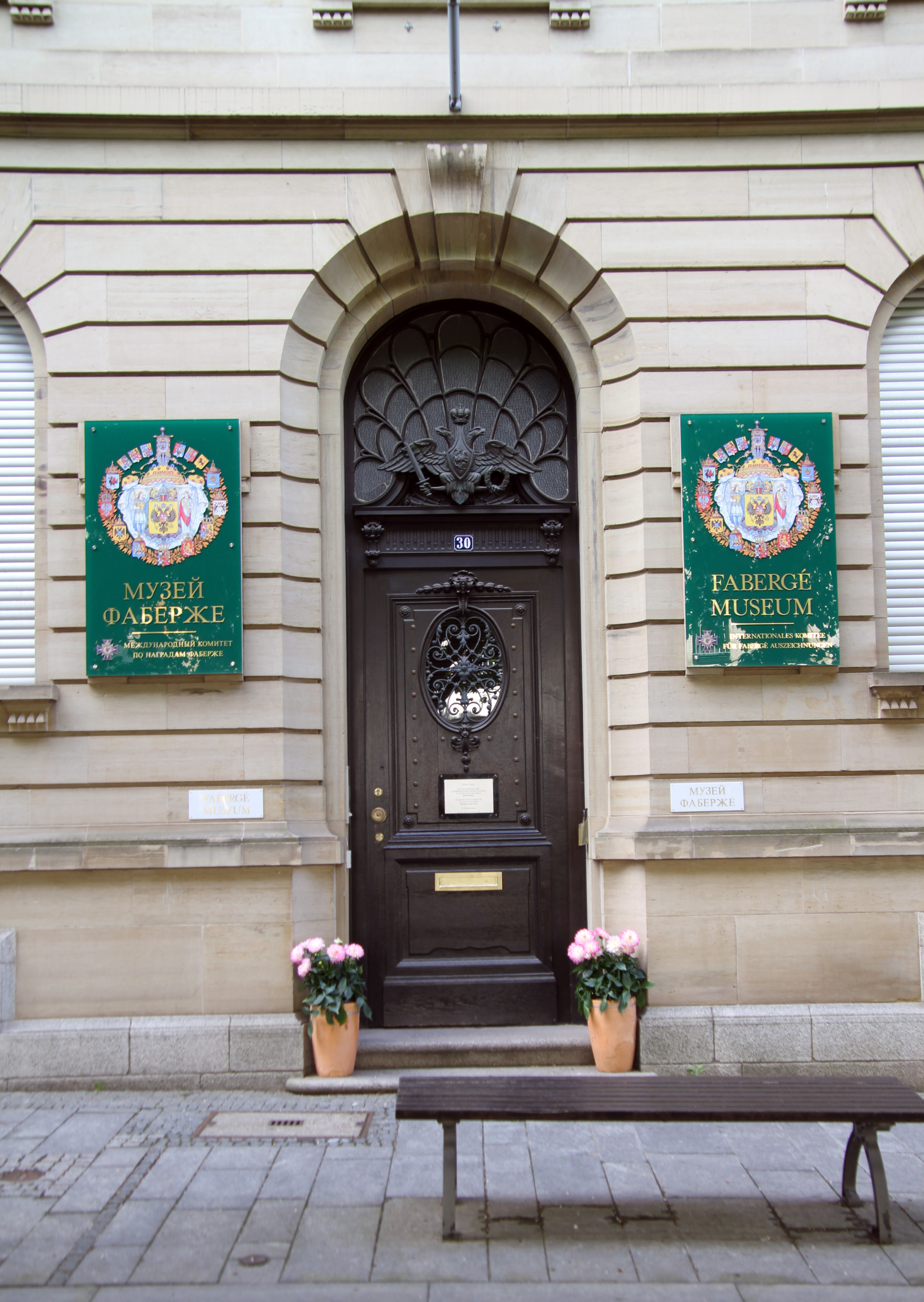
Fabergé Múzeum
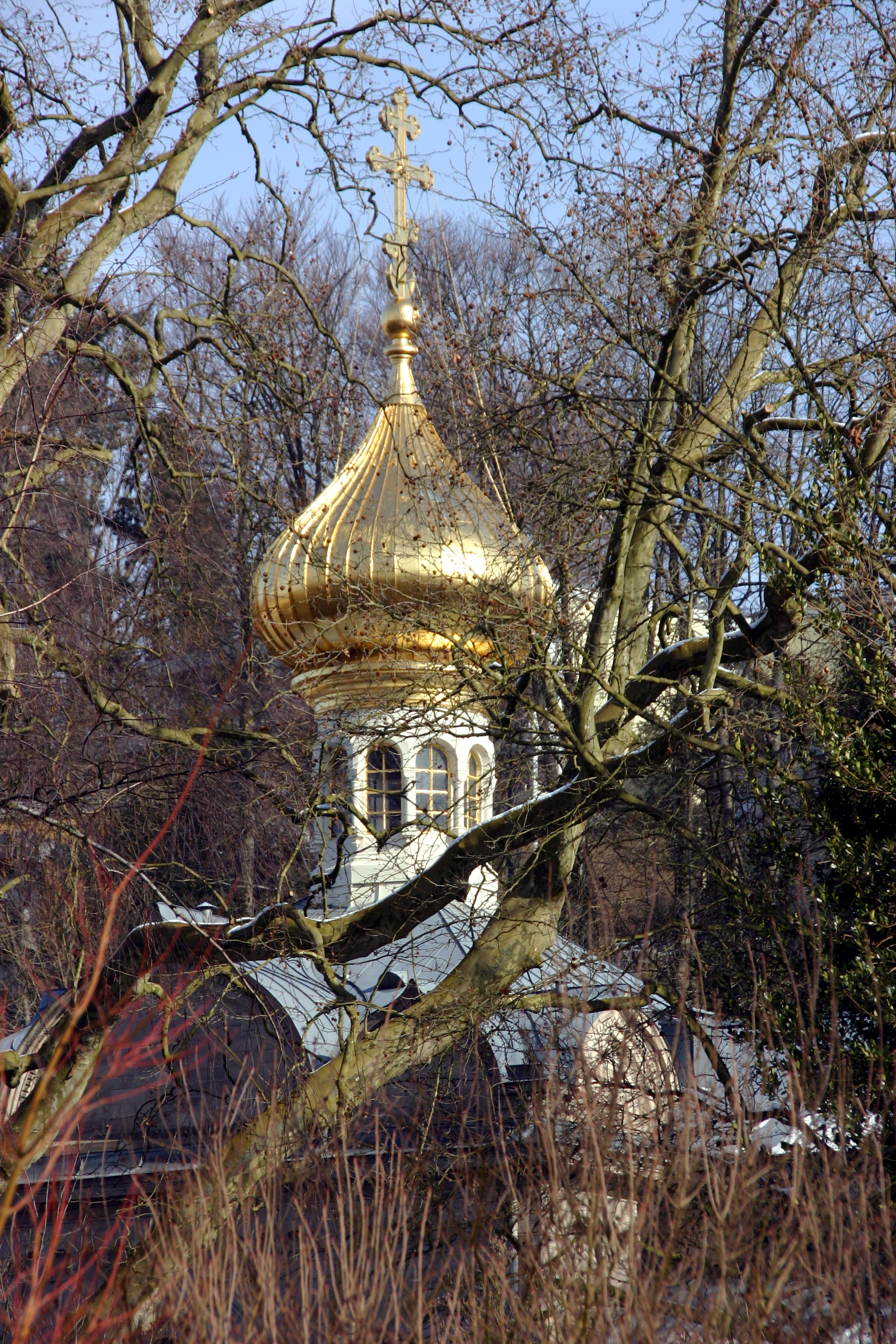
Orosz ortodox templom
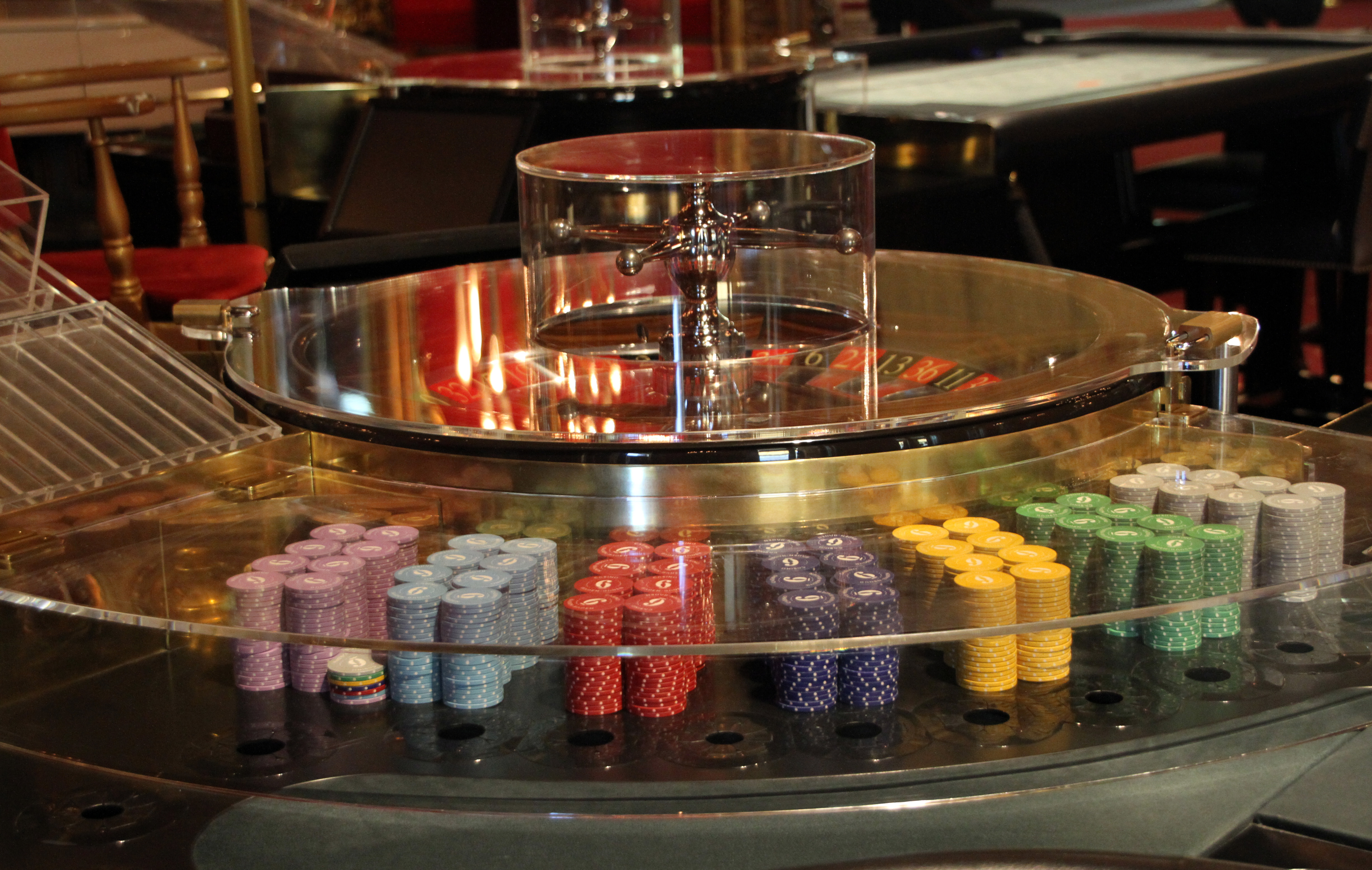
A kaszinó
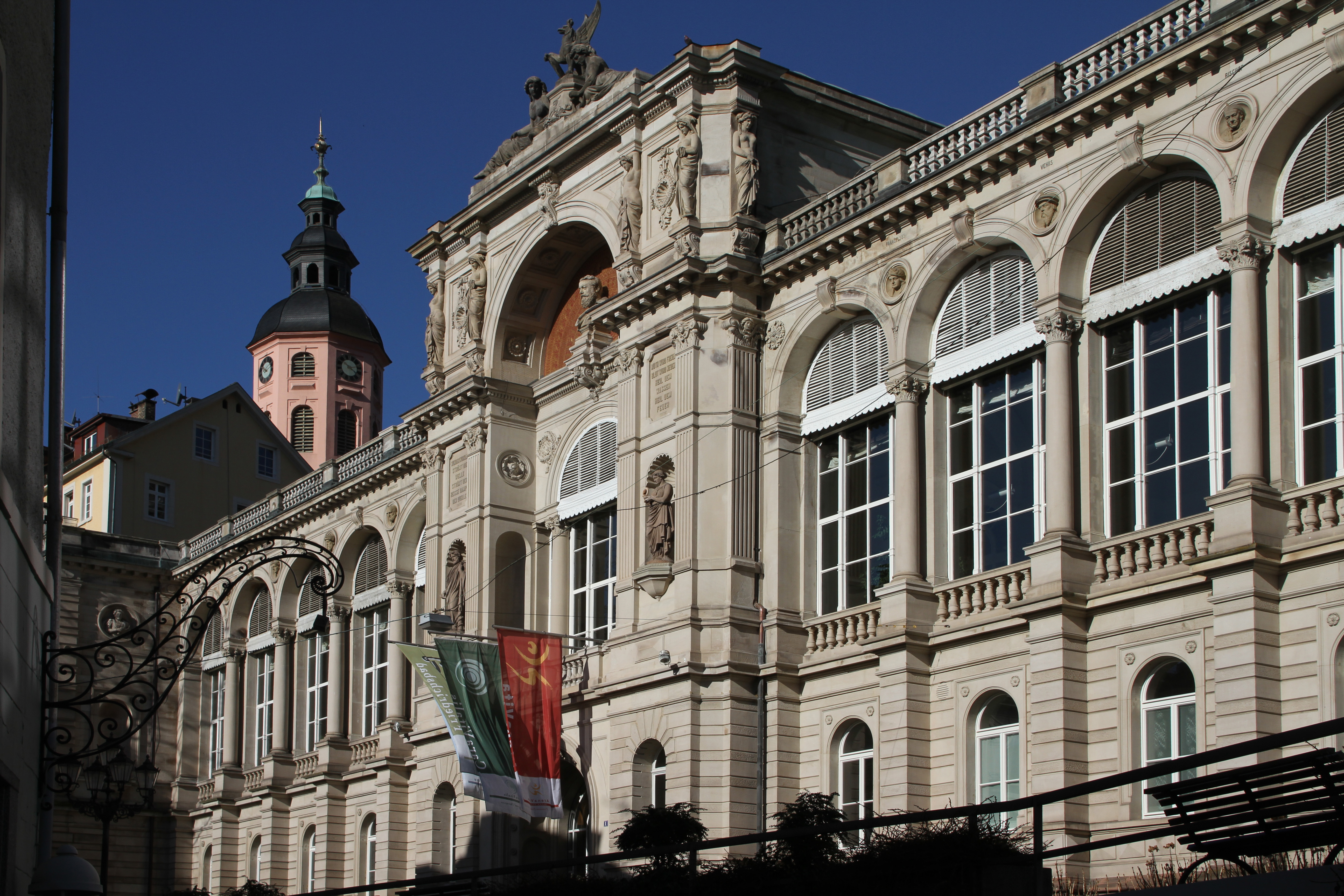
Friedrichsbad
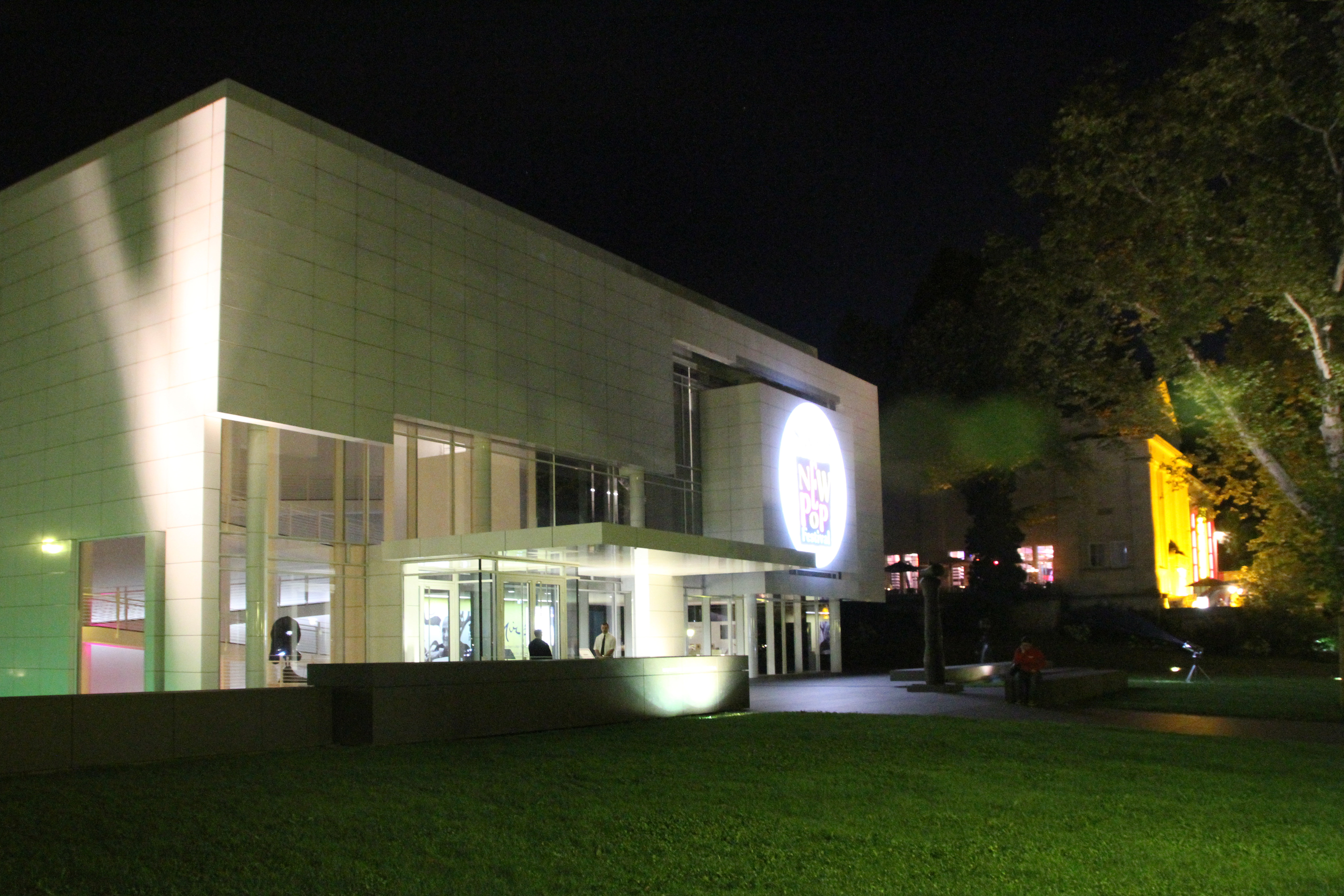
Frieder Burda-gyűjtemény
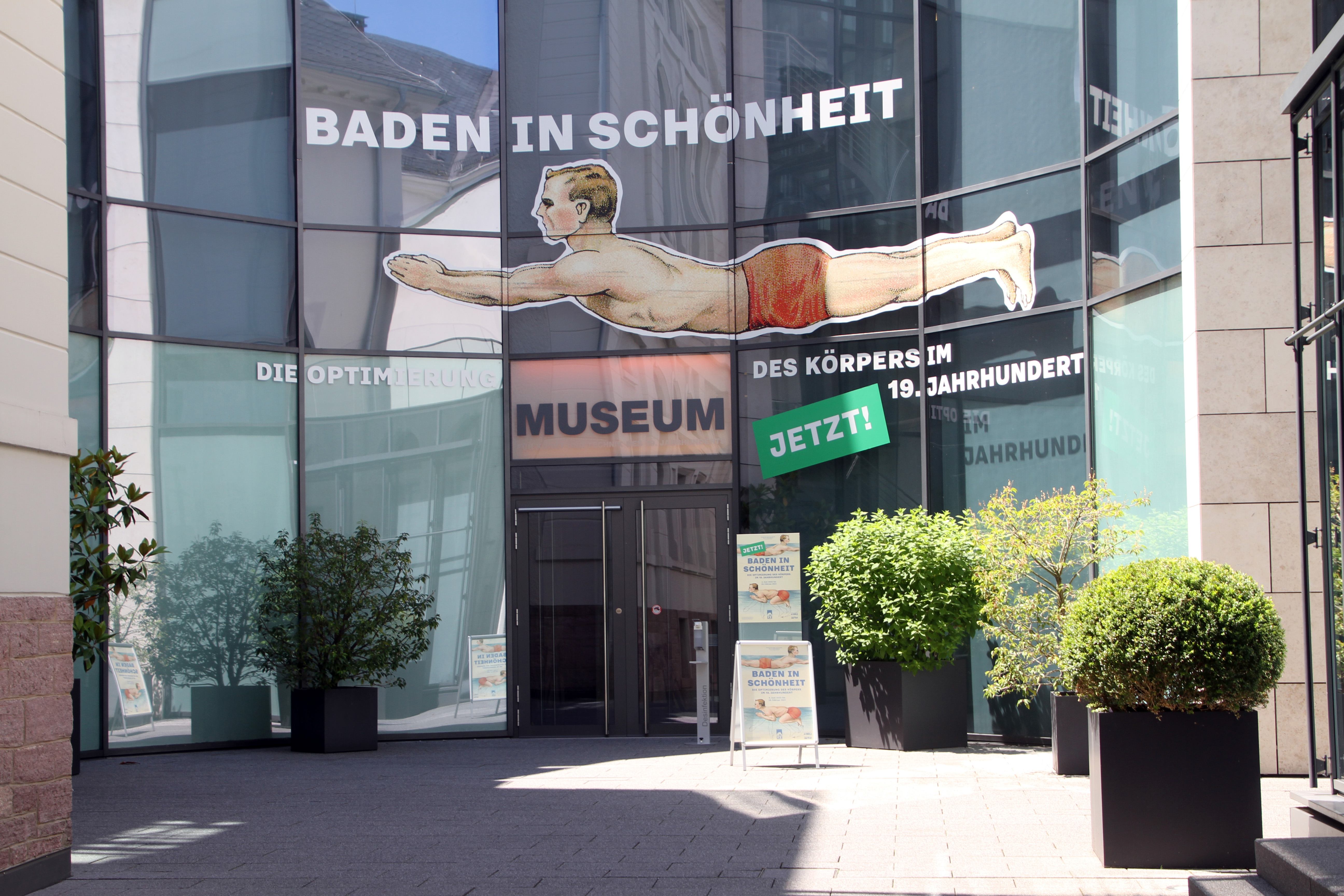
Museum der Kunst und Technik des 19. Jahrhunderts
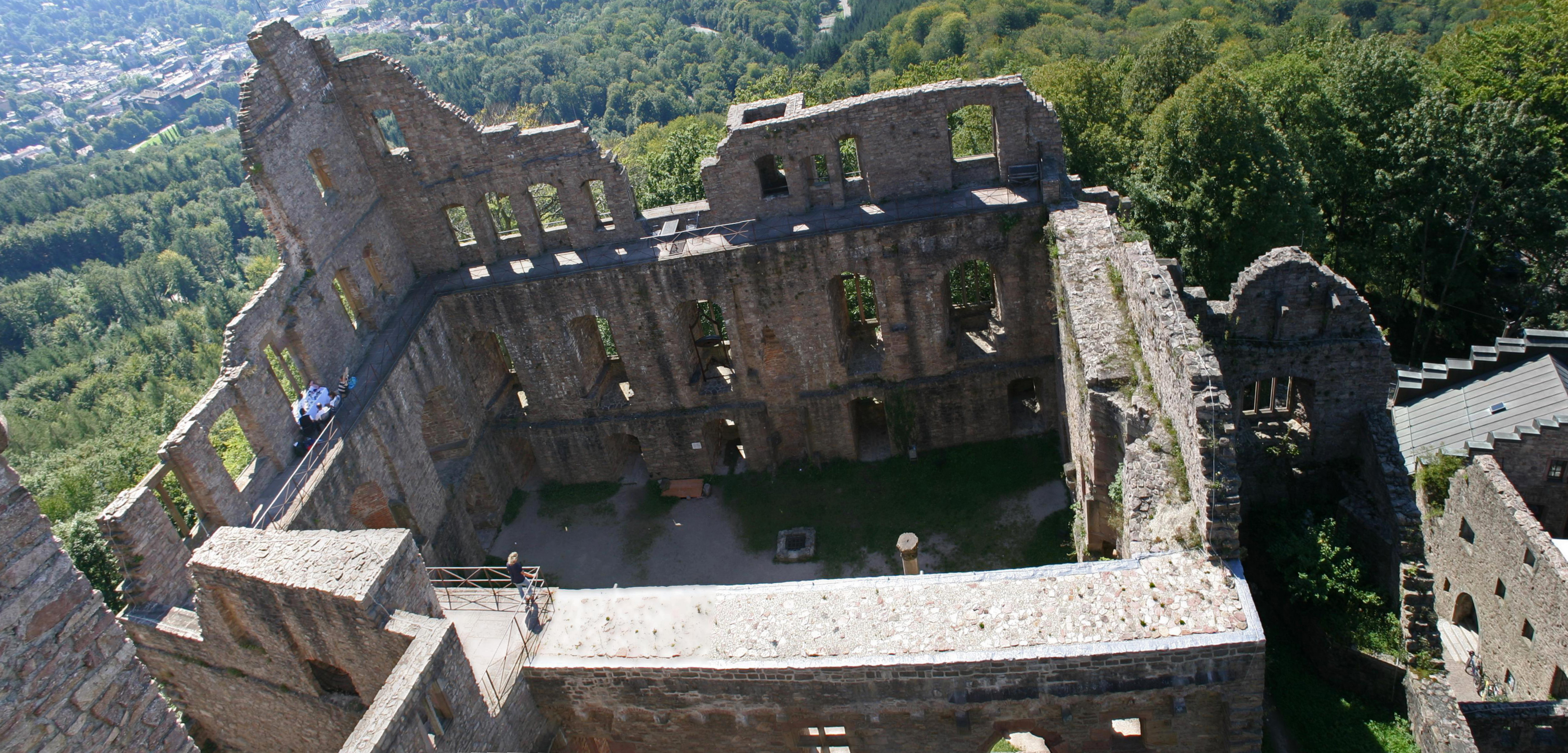
Régi vár – Hohenbaden
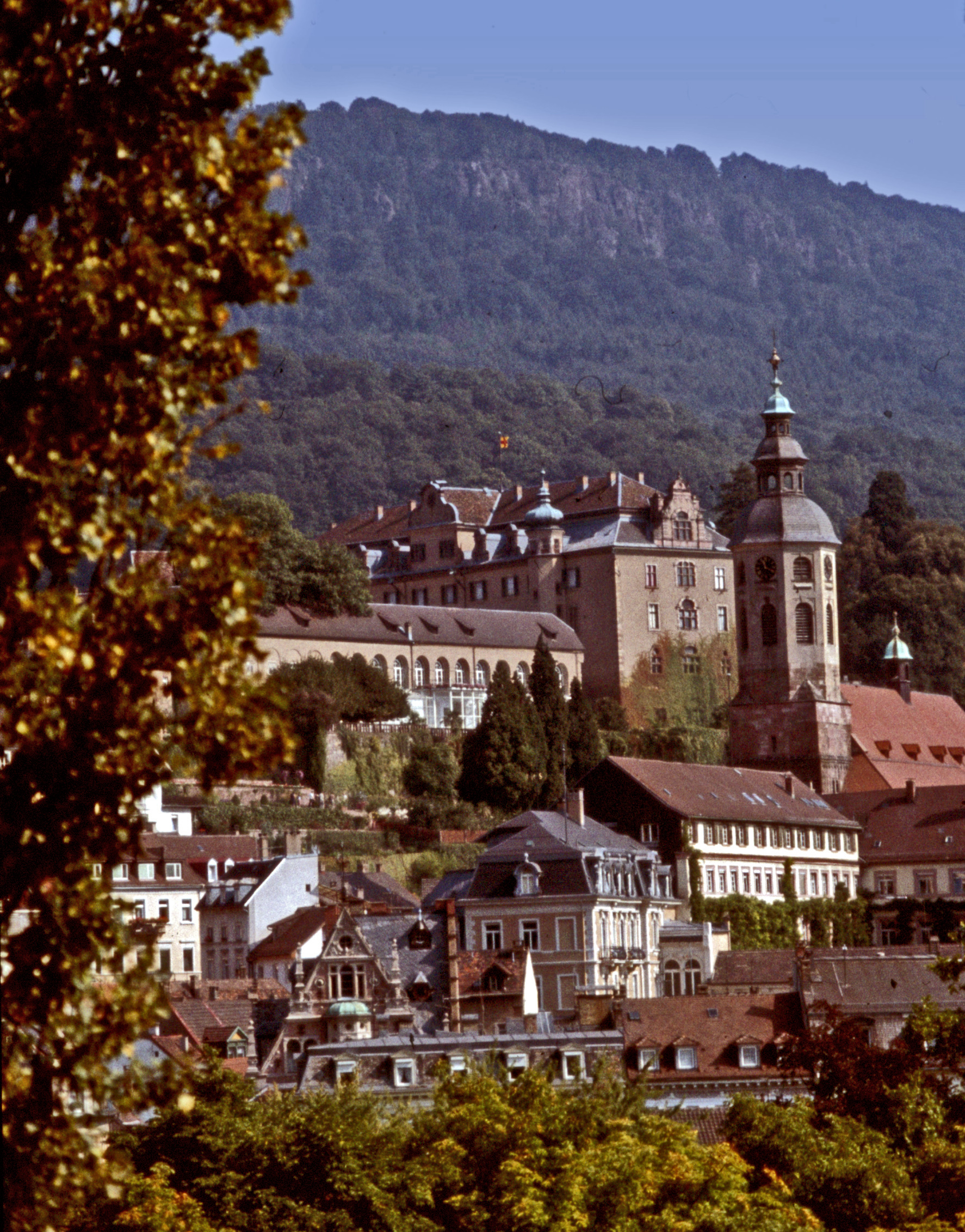
Új vár – Neues Schloss
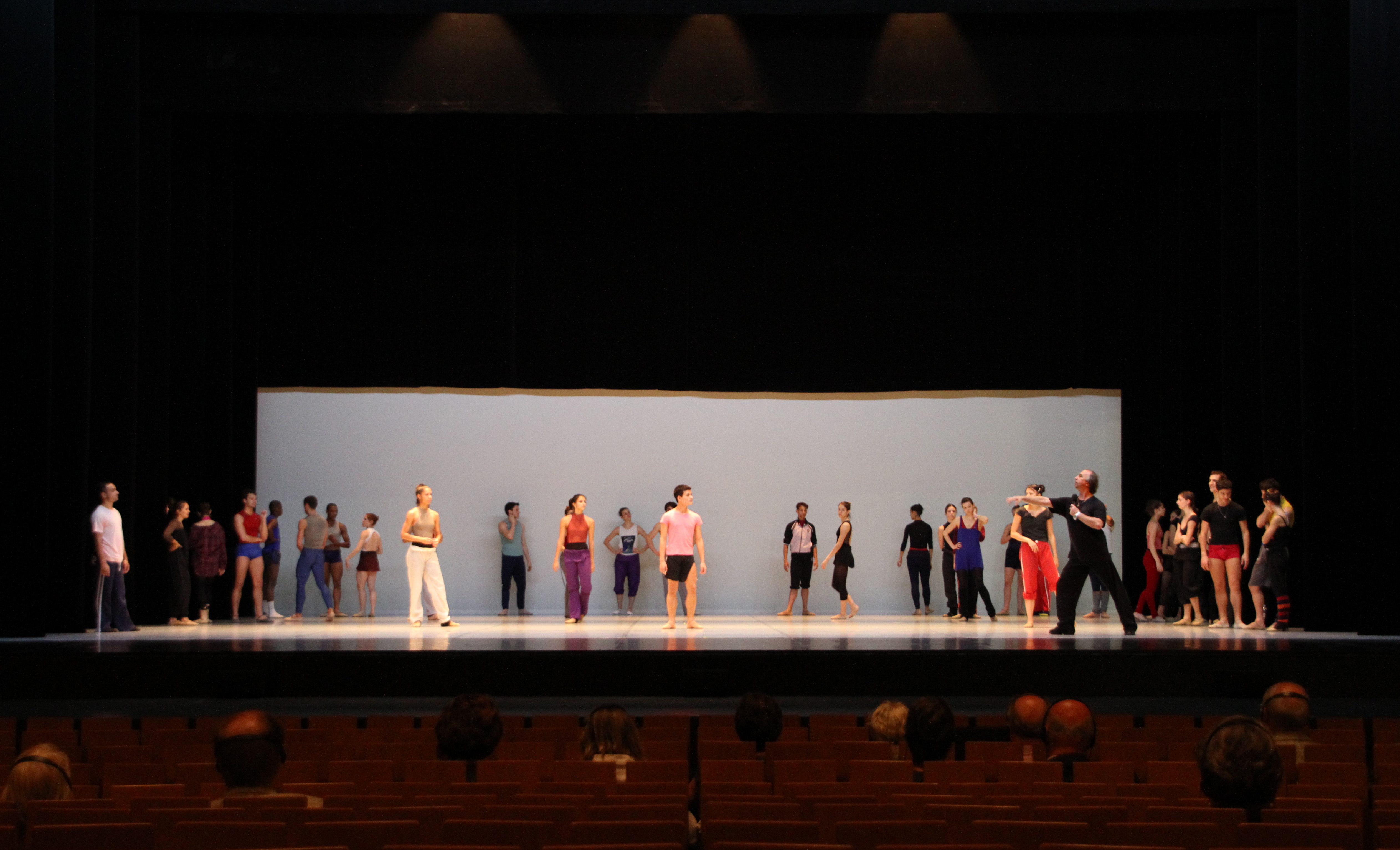
Baden-Baden Festspielhaus
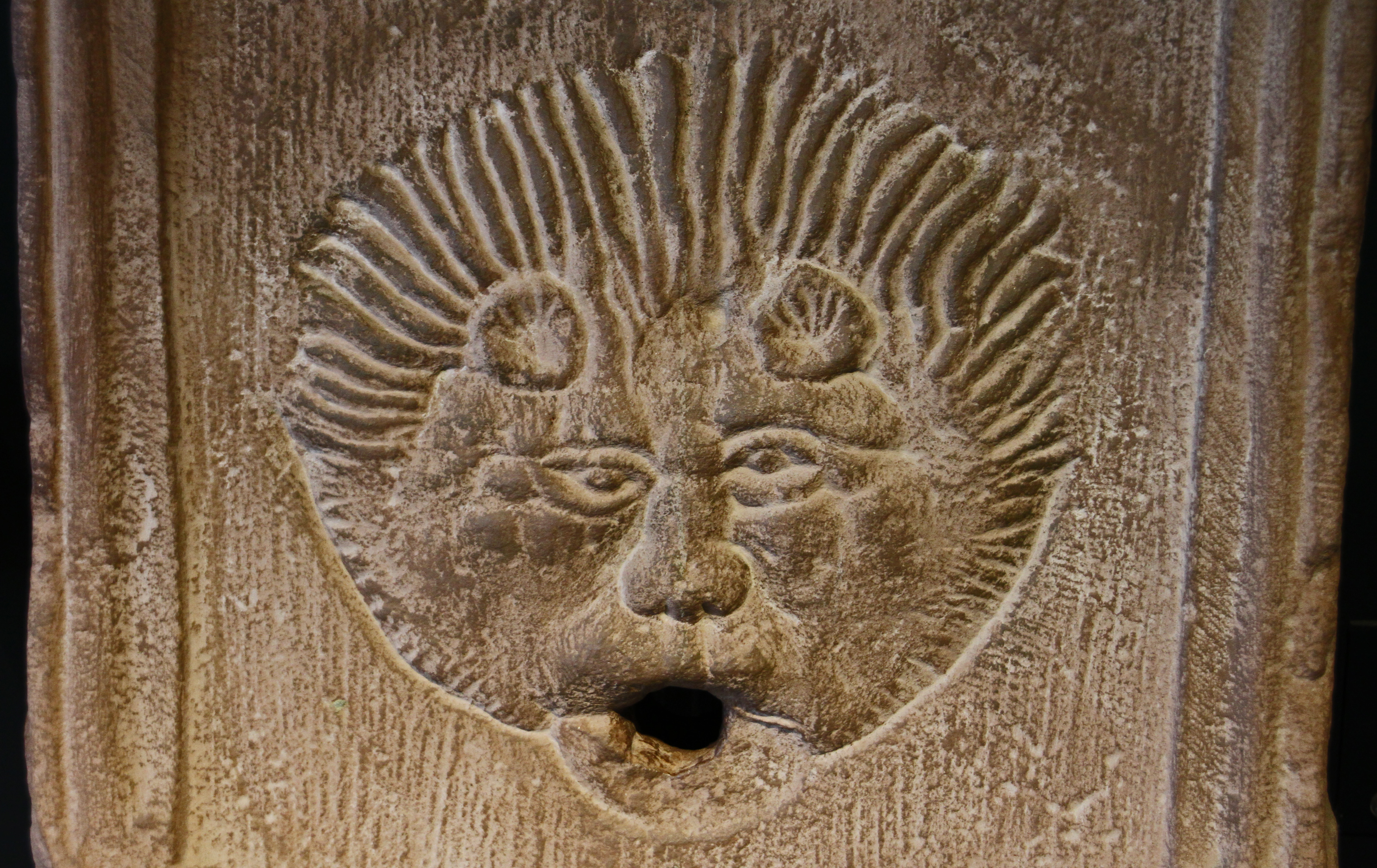
Római fürdők
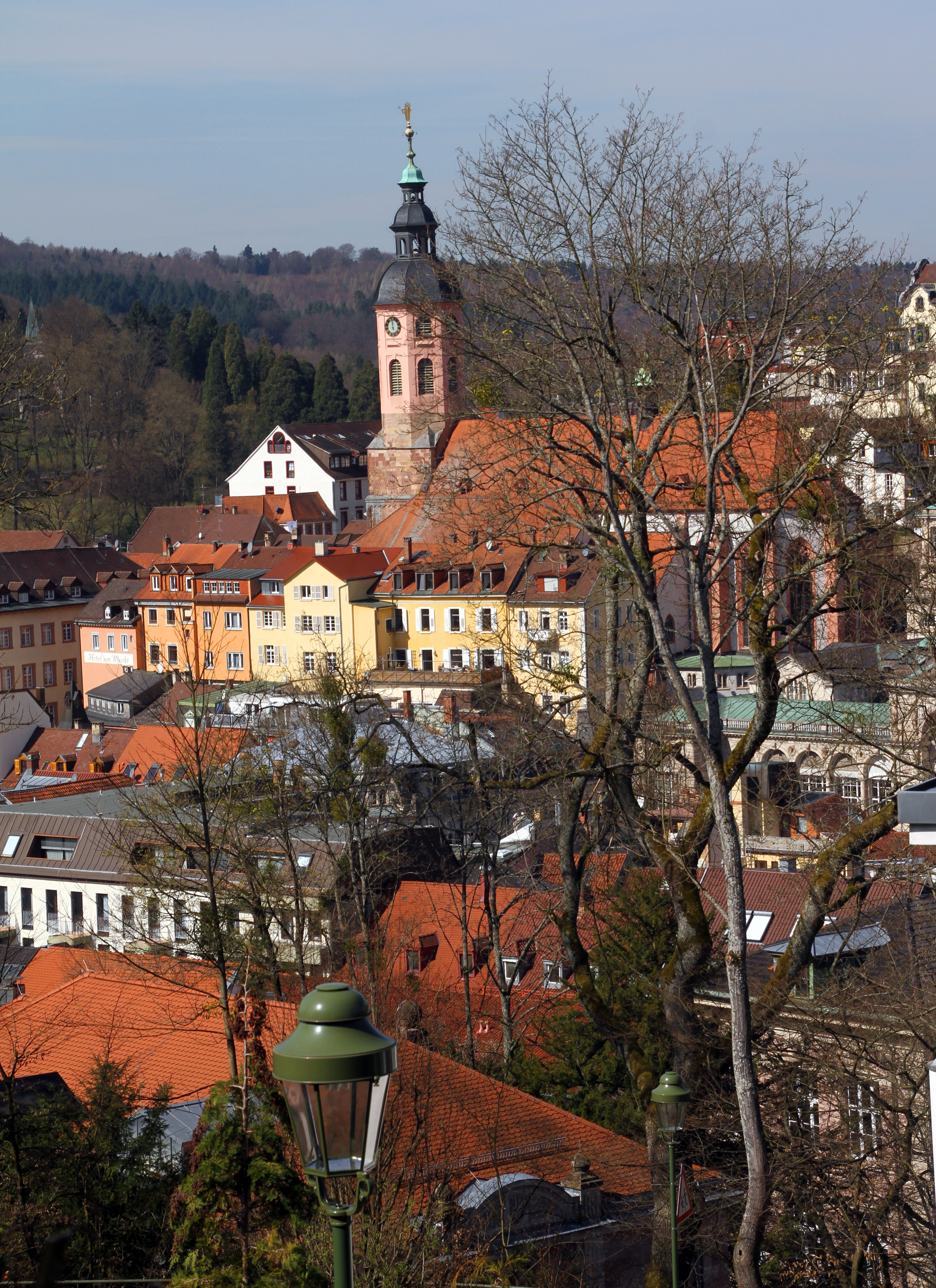
Stiftskirche
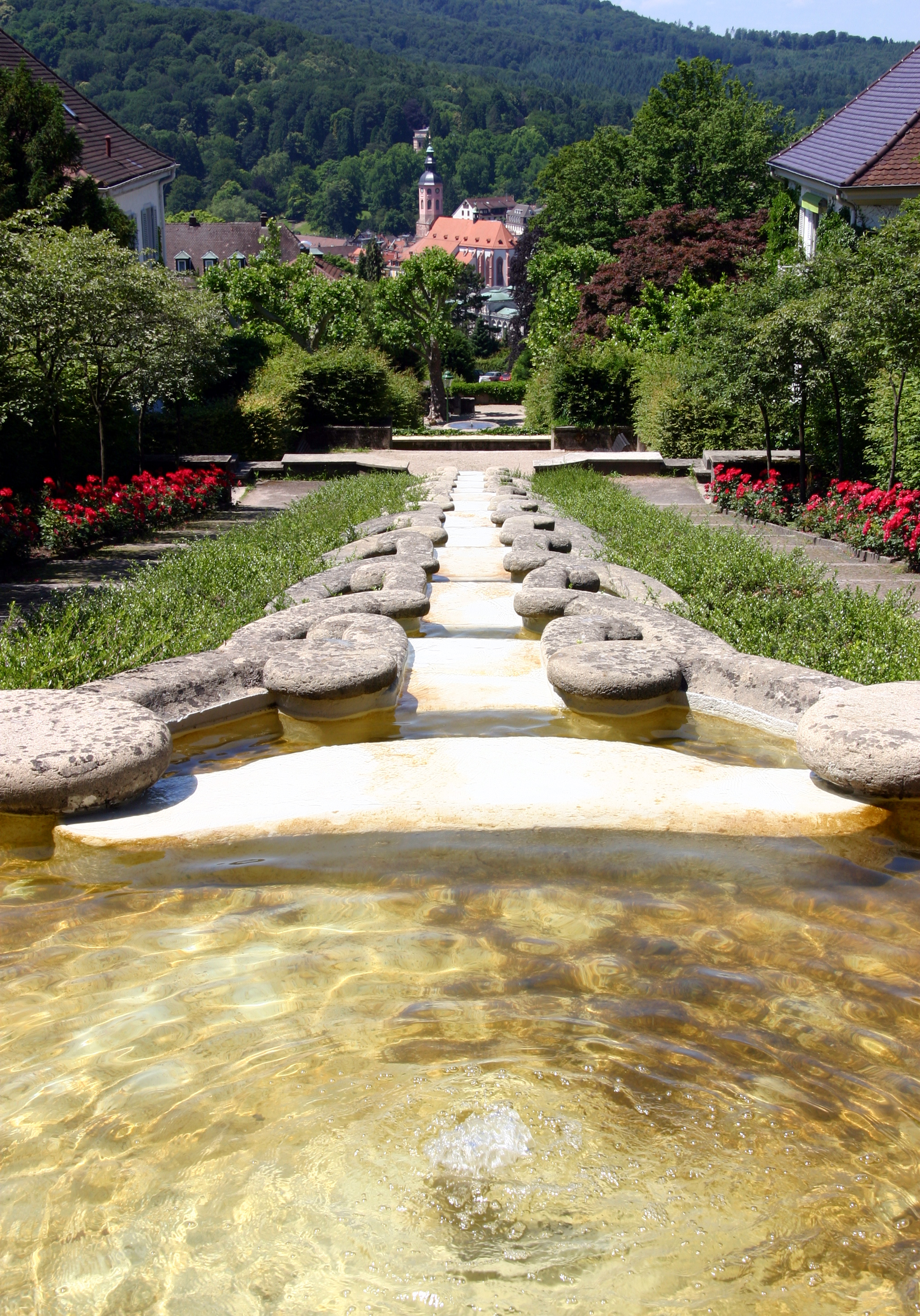
Das Paradies
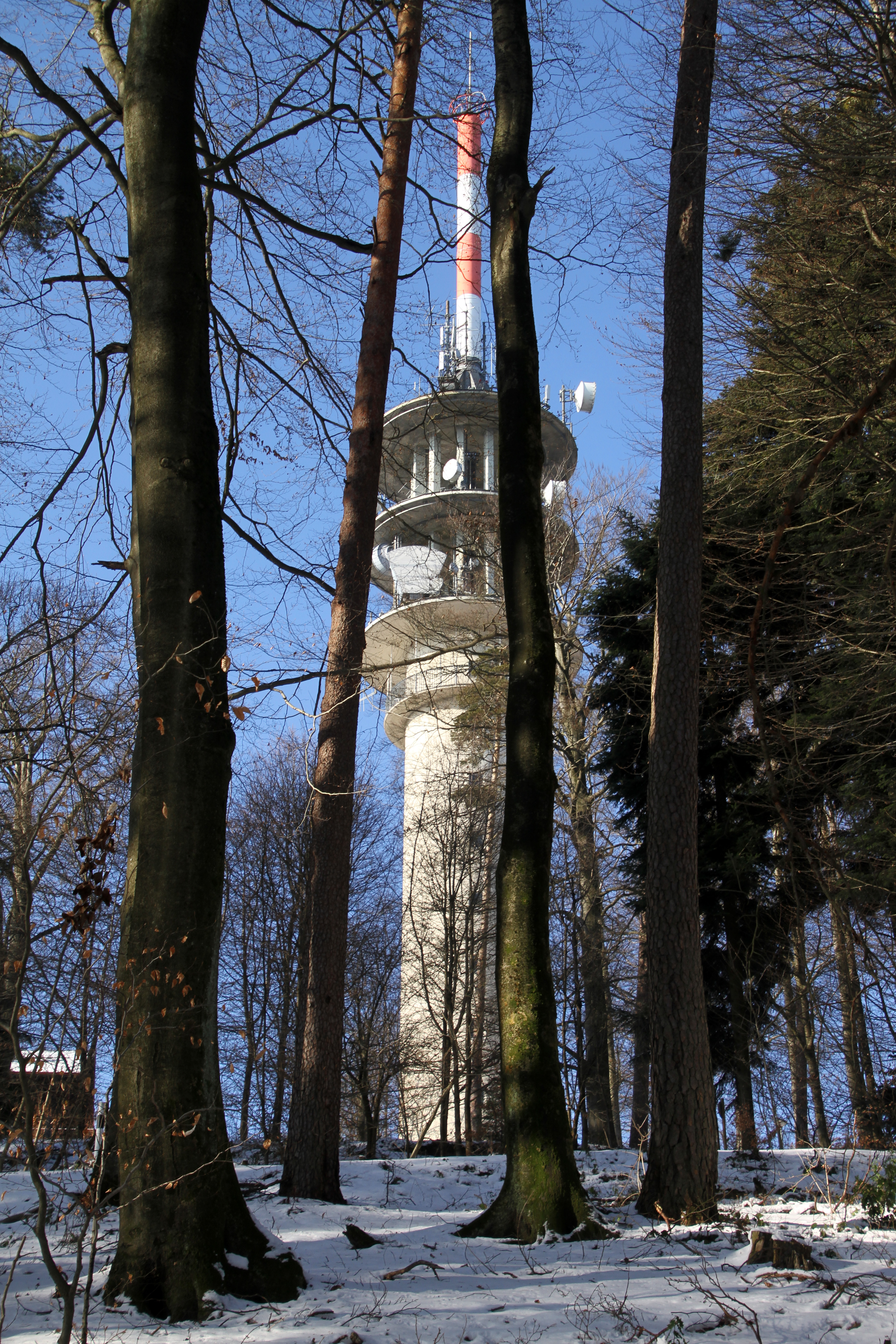
Fremersberg-torony
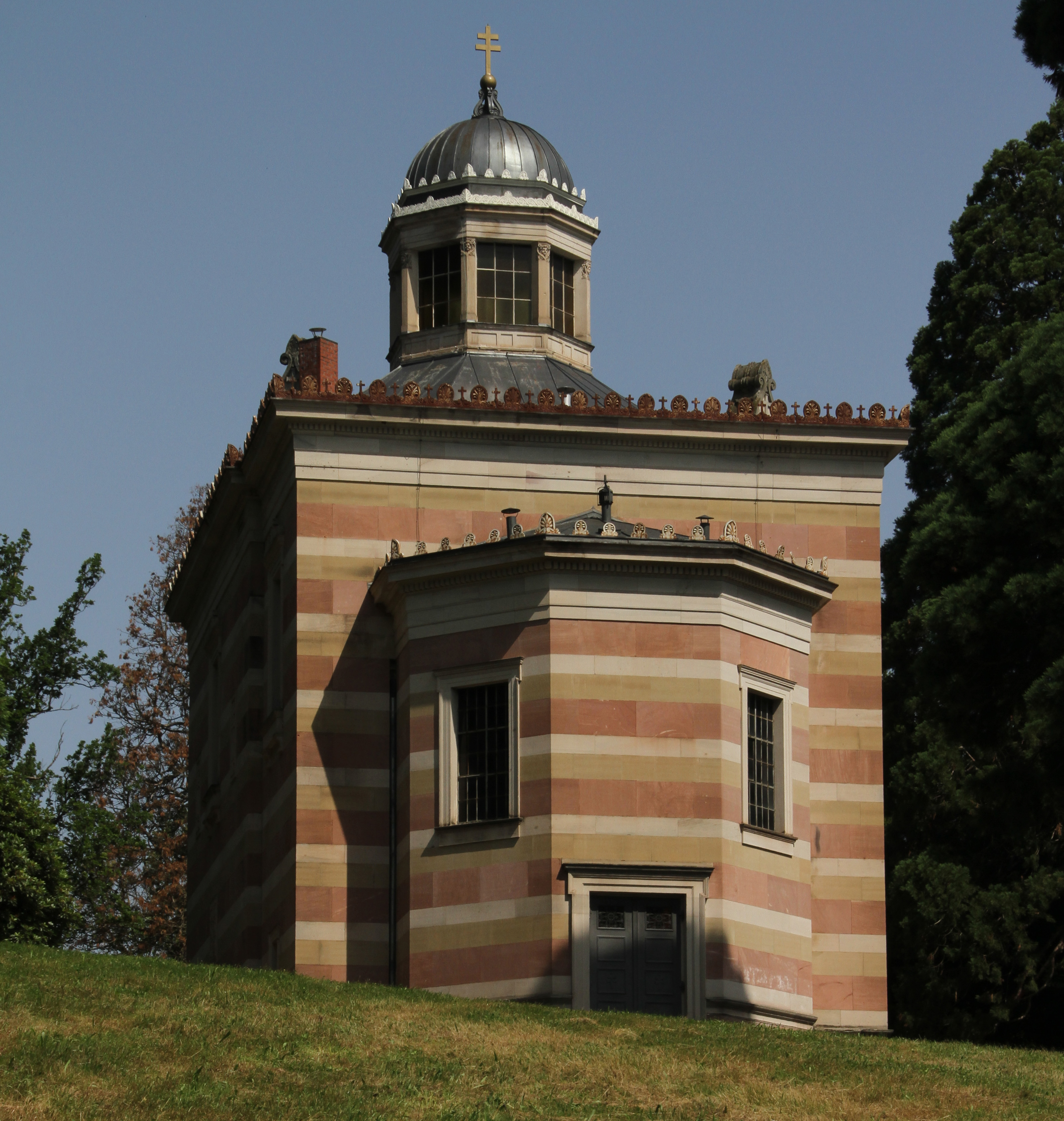
Michaelsberg-kápolna

## Híres emberek
Itt született:
- Festetics György (1882–1941) magyar földbirtokos, diplomata, politikus, országgyűlési képviselő.

Itt hunyt el:
- Pjotr Andrejevics Vjazemszkij orosz költő, kritikus;
- Vaszilij Andrejevics Zsukovszkij orosz költő, író;
- Bocsáry Kálmán magyar ügyvéd, országgyűlési képviselő.